# Rasmus Byriel
Pour les articles homonymes, voir Iversen.
Rasmus Byriel Iversen, né le 16 septembre 1997 à Marstrup (da), est un coureur cycliste danois.

## Biographie
En catégorie junior, Rasmus Byriel Iversen est notamment 5e de Kuurne-Bruxelles-Kuurne juniors en 2014, puis 6e de cette même épreuve en 2015. 
Suite la disparition de sa formation Giant-Castelli, il décide de rejoindre l'équipe italienne General Store Bottoli Zardini en 2018. Sur le calendrier amateur italien, il s'illustre en remportant six courses en l'espace de deux mois (Grand Prix de la ville de Pontedera, Cronometro di Città di Castello, Gran Premio Comune di Castellucchio, Trophée Learco Guerra, Mémorial Paolo Marcucci),. Début août, il participe au Tour du Danemark sous les couleurs d'une sélection nationale danoise. De retour en Italie, il obtient de nouvelles victoires sur le Trophée de la ville de Conegliano, au Gran Premio San Luigi puis à la Coppa d'Inverno, à chaque reprise en solitaire.
En 2019, il rejoint le World Tour en signant avec l'équipe Lotto-Soudal. Son contrat avec la formation belge n'est pas renouvelé à l'issue de la saison 2020.

## Palmarès
- 2018
  - Grand Prix de la ville de Pontedera
  - Cronometro di Città di Castello
  - Coppa Ardigò
  - Gran Premio Comune di Castellucchio
  - Trophée Learco Guerra
  - Mémorial Paolo Marcucci
  - Trophée de la ville de Conegliano
  - Gran Premio San Luigi
  - Coppa d'Inverno
  - 2e du Gran Premio della Possenta
  - 2e de Vicence-Bionde
  - 3e de la Medaglia d'Oro Frare De Nardi
- 2021
  - 3e du championnat du Danemark du contre-la-montre par équipes

## Classements mondiaux
| Année                                 | 2020  |
| ------------------------------------- | ----- |
| Classement mondial                    | 1962e |
| UCI Europe Tour                       | 1431e |
|                                       |       |
| Légende : nc = non classéSource : UCI |       |